# Fabian Franklin
Fabian Franklin (1853-1939) est un ingénieur, mathématicien et journaliste américain d'origine hongroise, époux de Christine Ladd-Franklin.

## Biographie
La famille Franklin (ses parents sont nés en Pologne) émigre de Hongrie à Philadelphie (États-Unis) alors que Fabian Franklin a quatre ans et ils déménagent ensuite à Washington DC en 1861. Il fait ses études au Columbian College (maintenant l'Université George Washington) où il obtient un doctorat en 1869. Franklin travaille les sept années suivantes comme arpenteur et ingénieur pour le conseil municipal de Baltimore.
Lorsque l'Université Johns-Hopkins est fondée en 1876, il a l'opportunité d'étudier les mathématiques, sa véritable passion. Il obtient un doctorat en 1880 et il est l'assistant de James Joseph Sylvester jusqu'à son retour en Angleterre en 1883, appliquant les nouvelles techniques de calcul pour calculer les formes binaires. En 1882, il épouse Christine Ladd-Franklin. Ils ont tous les deux étudié avec Charles Sanders Peirce. Au cours de sa courte période universitaire, une quinzaine d'années, il publie une trentaine d'articles, pour la plupart dans l'American Journal of Mathematics.
En 1895, il quitte l'université pour entamer une nouvelle carrière de journaliste et d'écrivain. D'abord comme rédacteur en chef du Baltimore News (de 1895 à 1908) et ensuite comme rédacteur en chef adjoint du New York Evening Post (de 1909 à 1919). Il écrit également des livres remarquables sur des questions sociales, économiques et politiques comme Cost of living (1915), What Prohibition Has Done to America (1922) et Plain Talks on Economics: Leading Principles and Their Application to the Issues of Today (1924) entre autres. Il collabore également au lancement de The Weekly Review (1919-1922), une revue consacrée à la politique, aux tendances sociales et économiques, à l'histoire, à la littérature et aux arts. Il écrit également une biographie du président fondateur de l'Université Johns Hopkins, The Life of Daniel Coit Gilman (1910).